# 1372 en littérature

## Naissances
- Palla Strozzi, banquier, homme politique, homme de lettres, philosophe et philologue italien, fondateur de la première bibliothèque à Florence, mort en 1462.